# Фаррелл, Бриджид
Бриджид «Брайди» Фаррелл (англ. Brigid Farrell, род. 7 января 1982 года, Нискайуна, штат Нью-Йорк) — американская шорт-трекистка, бронзовый призёр чемпионата мира 2005 года.

## Спортивная карьера
Бриджид Фаррелл начала кататься на скоростных коньках, когда ей было 6 лет в Саратога-Спрингс. С возрастом её приверженность к спорту усилилась. Её младшая сестра Колин помнит, как Бриджид вставала в 5 утра на тренировку. В возрасте 12 лет она была третьей по скорости в шорт-треке в стране для своего возраста. К 15 годам у неё были реальные перспективы на один день попасть в национальную команду. В 1997 году Фаррелл, тренировалась с Энди Гейблом в течение года. В последующие годы она страдала от травм.
Её первые международные соревнования начались в январе 1999 года на юниорском чемпионате мира в Монреале, где она заняла 22-е место в многоборье. Через год на том же юниорском чемпионате мира в Секешфехерваре поднялась на 15-е место в личном многоборье. В марте она участвовала на командном чемпионате мира в Гааге и помогла команде занять 6-е место.
В 2001 году на мировом первенстве среди юниоров в Варшаве заняла 19-е место в общем зачёте и 4-е в эстафете. На соревнованиях по отбору в олимпийскую сборную в декабре её постоянно дисквалифицировали за агрессивный бег с выездом с дорожек. Но в последний день у Фаррелл всё ещё был шанс попасть в команду. Участвуя в финале B, она споткнулась об Эллисон Бэйвер, упала на лёд, врезалась в стену, а затем была сбита Бэйвер. Ей наложили 20 швов, чтобы закрыть рану на грудной клетке. Она заняла 7-е место и не попала на игры 2002 года.
В марте 2003 года Фаррелл с командой заняла 8-е место в эстафете на чемпионате мира в Варшаве, а в 2005 году на чемпионате мира в Пекине в эстафете стала 5-й, но после дисквалификации сборных Кореи и Японии команда США заняла 3-е место вместе с французской сборной. В декабре на отборе на олимпиаду в Турине Фаррелл в своём последнем забеге упала, после столкновения с товарищем по команде. Старая травма лодыжки дала о себе знать и она пропустила очередную олимпиаду.
После этого она ушла из конькобежного спорта и направилась в Корнеллский университет, который окончила со степенью в области прикладной экономики в 2008 году. Позже она переехала в Нью-Йорк и попыталась начать все сначала. Но без скоростного бега Фаррелл почувствовала себя не на месте и впала в глубокую депрессию. Она постоянно думала о самоубийстве. В сентябре 2012 года она прибыла в Саратога-Спрингс домой к матери. Её мать, желая помочь, спросила, что она может сделать. «Просто убей меня», — сказал ей Фаррелл.
В 2013 году Фаррелл вернулась к скоростному катанию после шестилетнего отсутствия. Она сделала долгосрочную заявку на место в сборной США на длинных дистанциях и тренировалась в Национальном ледовом центре Петтита. Она проживала тогда в Милуоки, штат Висконсин. но на Олимпиаду в Сочи также не прошла.

## Карьера политика
В 2017 году она стала соучредителем «NY Loves Kids», некоммерческой организации, работающей над прекращением сексуального насилия над детьми и принятием Закона о детях-жертвах (CVA) в штате Нью-Йорк. (Она президент и генеральный директор организации.) Фаррелл по-прежнему нравится бегать в спа-парке Саратоги и кататься на велосипеде длиной 20 миль. Летом 2021 года Бриджид Фаррелл объявила, что будет баллотироваться в конгресс от демократической партии на выборах 2022 года. Праймериз она проиграла.

## Дело о насилии
В 1997 году Фаррелл, собирающаяся пойти в 10-й класс, познакомилась с Энди Гейблом, который приехал в Саратогу-Спрингс, чтобы подготовиться к предстоящим Олимпийским испытаниям 1998 года. Гейбл быстро заинтересовался ею, предложив помочь с коньками. Он стал для неё первым тренером на время нахождения в городе. Через время он стал приставать к Бриджит и говорил, чтобы она молчала. В последующие недели и месяцы Гейбл стал властным и требовательным. Гейбл уехал в 1998 году на Олимпиаду в Нагано.
В течение многих лет Фаррелл хранила молчание. Когда она, наконец, рассказала свою историю в 2013 году, то была расстроена тем, что заинтересованные стороны в её спорте не предприняли никаких действий. Летом 2020 года, в возрасте 38 лет она подала в Верховный суд штата Нью-Йорк иск против Олимпийского и Паралимпийского комитета США, американских конькобежцев и её предполагаемого обидчика, четырёхкратного олимпийца Энди Гейбла.